# Boeing XB-15
O Boeing XB-15 foi o primeiro bombardeiro feito pela Força Aérea Americana em 1934 desenvolvido para ser um bombardeiro pesado de longa distância (8.000 km). Foi originalmente designado XBLR-1 (bombardeiro militar de longa distância).
O imenso tamanho da aeronave fazia com que a tripulação tivesse que fazer pequenos reparos em voo. Para a tecnologia da época, um voo de 5.000 milhas levava vários dias, tendo que ser criados dormitório para a tripulação dentro do avião.

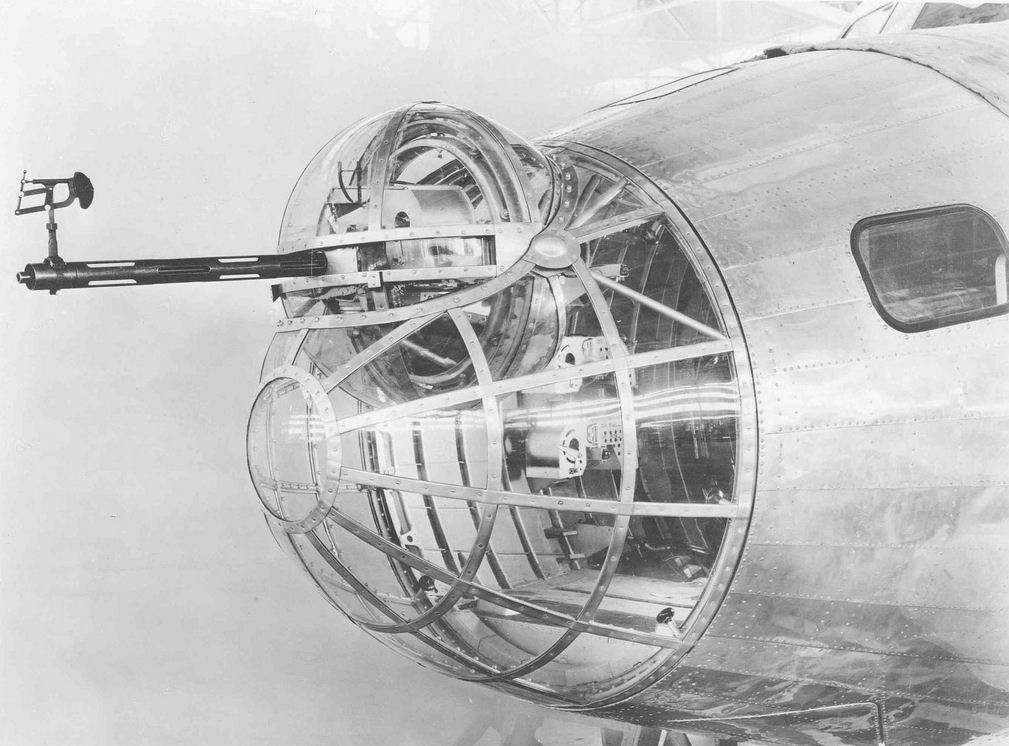
Torre do nariz do protótipo com metralhadora .50
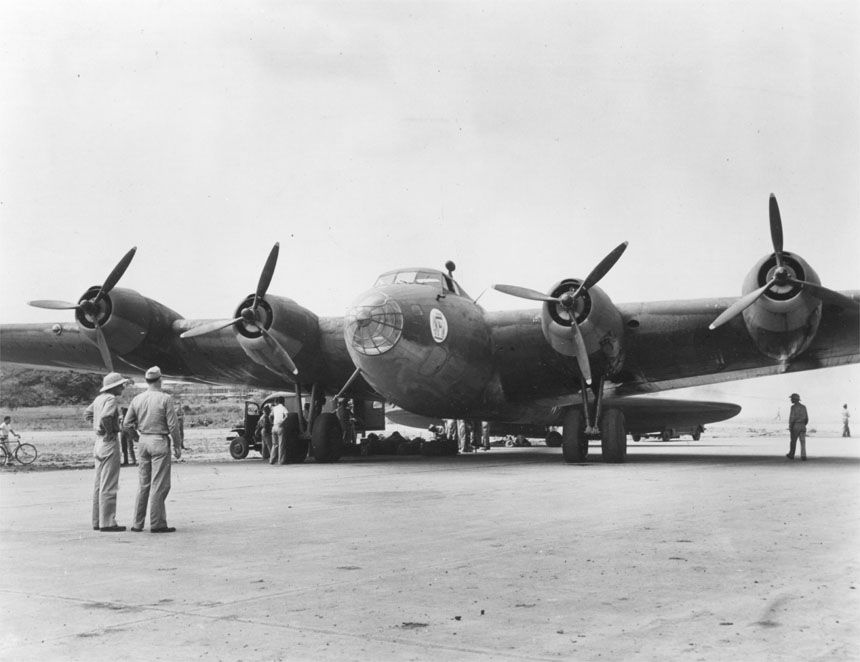
O XB-15 após a conversão para aeronave de transporte e apelidado de "Grandpappy".

## Inovações tecnológicas
- Piloto Automático
- Equipamento de degelo (usado por aviões que operam em altas altitudes)
- Turbinas auxiliares independentes das turbinas principais.
- Túneis de serviço dentro das asas usados para inspeção dos motores.
- Compartimento de tripulação com dormitório, galé e banheiro
- Trem de pouso duplo.

## Especificações (XB-15)
Dados de: Boeing Aircraft since 1916.
Descrições gerais
- Tripulação: 10
- Capacidade: Carga de bombas de 5 400 kg (11 900 lb)
- Comprimento: 26,70 m (88 ft)
- Envergadura: 45,43 m (150 ft)
- Altura: 5,51 m (18 ft)
- Área alar: 258,4 m² (2 780 ft²)
- Peso vazio: 17 141 kg (37 800 lb)
- Peso de decolagem: 32 139 kg (70 900 lb)

Motorização
- Número de motores: 4x
- Tipo do motor: Motor a pistão radial
- Fabricante/modelo: Pratt & Whitney R-1830-11 Twin Wasp de quatorze cilindros
- Potência por motor: 850 hp (634 kW)

Performance
- Velocidade máxima: 317 km/h (197 mph)
- Velocidade de cruzeiro (km/h): 245 km/h (152 mph)
- Velocidade total em Nó: 171,16 kn (317 km/h)
- Alcance: 8 259 km (5 130 mi)
- Alcance bélico: 5 474 km (3 400 mi)
- Tecto de serviço: 5 760 m (18 900 ft)

Armamentos
- Metralhadoras/canhões: 3x metralhadoras de calibre .30 7,62 mm (0,30 in)
3x metralhadoras de calibre .50 12,7 mm (0,50 in)
- Bombas: Carga de bombas de 5 400 kg (11 900 lb)